# Thamnacris tuberculata
Thamnacris tuberculata är en insektsart som beskrevs av Marius Descamps och Christiane Amédégnato 1972. Thamnacris tuberculata ingår i släktet Thamnacris och familjen gräshoppor. Inga underarter finns listade i Catalogue of Life.